# Dsmitryj Lasouski
Dsmitryj Waljarjanawitsch Lasouski (belarussisch Дзмі́трый Валяря́навіч Лазо́ўскі; * 9. September 1998 in Minsk) ist ein belarussischer Biathlet. Er erreichte mit der Staffel ein Weltcuppodest und nahm an den Olympischen Spielen 2022 teil.

## Sportliche Laufbahn
Dsmitryj Lasouski begann 2012 mit dem Biathlonsport. Im Dezember 2016 gab er sein Debüt im IBU-Junior-Cup und erreichte zwei Top-20-Platzierungen. Auch an den Jugendweltmeisterschaften 2017 nahm er teil und gewann gemeinsam mit Kiryll Zjurin und Ilja Ausejenka die Bronzemedaille im Staffelwettkampf. Im Laufe der Saison 2017/18 gelang dem Weißrussen in Ridnaun ein Sieg im Junior-Cup, im Rahmen der Junioreneuropameisterschaften sicherte er sich im Single-Mixed-Rennen ebenfalls Bronze. Auch sein IBU-Cup-Debüt folgte im Saisonverlauf. Starke Resultate gelangen Lasouski zu Beginn des Folgewinters im IBU-Cup, indem er in Ridnaun unter anderem auf Rang 13 im Sprint lief. Daraufhin folgte in Nové Město na Moravě auch das Debüt im Weltcup, wo er im Sprint 47. wurde und sich damit auf Anhieb für die folgende Verfolgung qualifizierte. Bei den Weltcups in Nordamerika war er ebenfalls Teil des Teams und bestritt in Soldier Hollow sein erstes Staffelrennen, welches er an der Seite von Maksim Warabej, Raman Jaljotnau und Mikita Labastau auf Rang zwölf abschloss. Sehr erfolgreich schnitt er im August 2019 ab, bei den Sommerbiathlon-Juniorenweltmeisterschaften siegte der Weißrusse sowohl im Sprint als auch in der Verfolgung.
In der Saison 2019/20 gehörte Lasouski zum regulären IBU-Cup-Aufgebot und erzielte dabei im Einzel von Osrblie seinen ersten Top-10-Platz. Auch seine letzten Juniorenweltmeisterschaften verliefen erfolgreich, im Sprint gewann er hinter Vebjørn Sørum und Jakub Štvrtecký die Bronzemedaille. 2020/21 war der 22-Jährige schließlich durchgehend Teil des Weltcupteams und bestritt insgesamt zehn Einzelrennen, blieb jedoch außerhalb der Punkteränge. Bei drei Einsätzen als Schlussläufer der Herrenstaffel gelang zweimal ein Resultat unter den besten Zehn. Er startete auch bei den Weltmeisterschaften 2021 auf der Pokljuka-Hochebene in Slowenien, in deren Rahmen er im Sprint 86. und mit der Staffel 9. wurde. Zur Saison 2021/22 steigerte Lasouski seine Leistungen. Beim Auftakt im schwedischen Östersund lief er im Einzel als 34. erstmals in die Punkteränge. Zwei Wochen später in Hochfilzen gelang ihm im Sprint dank fehlerfreier Schießleistung mit Rang 9 sofort sein erstes Ergebnis in den Top 10. Auch mit der Staffel gelangen Lasouski einige Erfolge. Gemeinsam mit Jelena Krutschinkina belegte er in Oberhof im Single-Mixed-Wettkampf Rang vier, eine Woche später lief er mit Mikita Labastau, Maksim Warabej und Anton Smolski in Ruhpolding sogar auf Platz drei und stieg damit erstmals im Weltcup auf das Podest. Auch wurde er für die Olympischen Winterspiele 2022 in Peking nominiert, blieb bei den Einzelrennen jedoch im hinteren Mittelfeld. Von Rennen im Anschluss wurde er gesperrt, da aufgrund des russischen Überfalls auf die Ukraine sämtliche Athleten aus Russland sowie Belarus ausgeschlossen wurden.
Seit Beginn der Saison 2022/23 tritt Lasouski im für die ausgeschlossenen Nationen neu geschaffenen Commonwealth Cup an und konnte sich schon mehrfach im Vorderfeld klassieren. Seinen ersten Sieg feierte er bei den Heimrennen in Minsk-Raubitschy im Januar 2023 im Sprint und ließ dabei Daniil Serochwostow um 1,8 Sekunden hinter sich. Auch im Folgewinter gelang ihm im Großen Massenstart von Ufa ein Sieg. Auch in der Gesamtwertung steigerte er sich über die Saisons. Belegte er im Winter 2022/23 den siebten Rang, erreichte er zwei Jahre darauf schon Platz vier. Hinter Gesamtsieger Anton Smolski war er damit zweitbester Athlet seines Landes.

## Statistiken

### Weltcupplatzierungen
Die Tabelle zeigt alle Platzierungen (je nach Austragungsjahr einschließlich Olympische Spiele und Weltmeisterschaften).
- 1.–3. Platz: Anzahl der Podiumsplatzierungen
- Top 10: Anzahl der Platzierungen unter den ersten zehn (einschließlich Podium)
- Punkteränge: Anzahl der Platzierungen innerhalb der Punkteränge (einschließlich Podium und Top 10)
- Starts: Anzahl gelaufener Rennen in der jeweiligen Disziplin

| Platzierung               | Einzel | Sprint | Verfolgung | Massenstart | Staffel | Gesamt |
| ------------------------- | ------ | ------ | ---------- | ----------- | ------- | ------ |
| 1. Platz                  |        |        |            |             |         |        |
| 2. Platz                  |        |        |            |             |         |        |
| 3. Platz                  |        |        |            |             | 1       | 1      |
| Top 10                    |        | 1      |            |             | 6       | 7      |
| Punkteränge               | 2      | 3      | 3          |             | 10      | 18     |
| Starts                    | 3      | 15     | 8          |             | 10      | 36     |
| Stand: Saisonende 2021/22 |        |        |            |             |         |        |

### Weltcupwertungen
Ergebnisse bei Biathlon-Weltcups (Disziplinen- und Gesamtweltcup) gemäß Punktesystem:
| Saison  | Einzel | Einzel | Sprint | Sprint | Verfolgung | Verfolgung | Massenstart | Massenstart | Gesamt | Gesamt |
| Saison  | Platz  | Punkte | Platz  | Punkte | Platz      | Punkte     | Platz       | Punkte      | Platz  | Punkte |
| ------- | ------ | ------ | ------ | ------ | ---------- | ---------- | ----------- | ----------- | ------ | ------ |
| 2021/22 | 34.    | 20     | 34.    | 68     | 57.        | 25         | –           | –           | 45.    | 113    |

### Olympische Winterspiele
Ergebnisse bei Olympischen Winterspielen:
|                                        | Einzelwettbewerbe | Einzelwettbewerbe | Einzelwettbewerbe | Einzelwettbewerbe | Staffelwettbewerbe | Staffelwettbewerbe |
| Einzel                                 | Sprint            | Verfolgung        | Massenstart       | Männerstaffel     | Mixedstaffel       |                    |
| -------------------------------------- | ----------------- | ----------------- | ----------------- | ----------------- | ------------------ | ------------------ |
| Olympische Winterspiele 2022 \| Peking | 58.               | 78.               | –                 | –                 | 8.                 | –                  |

### Weltmeisterschaften
Ergebnisse bei Weltmeisterschaften:
| Weltmeisterschaften | Weltmeisterschaften | Einzelwettbewerbe | Einzelwettbewerbe | Einzelwettbewerbe | Einzelwettbewerbe | Staffelwettbewerbe | Staffelwettbewerbe | Staffelwettbewerbe |
| Jahr                | Ort                 | Einzel            | Sprint            | Verfolgung        | Massenstart       | Männerstaffel      | Mixedstaffel       | S.-M.-Staffel      |
| ------------------- | ------------------- | ----------------- | ----------------- | ----------------- | ----------------- | ------------------ | ------------------ | ------------------ |
| 2021                | Pokljuka            | –                 | 85.               | –                 | –                 | 9.                 | –                  | –                  |

### Jugend-/Juniorenweltmeisterschaften
Lasouski nahm 2017 an den Jugend- und ab 2018 an den Juniorenwettkämpfen teil.
| Weltmeisterschaften | Weltmeisterschaften | Einzelwettbewerbe | Einzelwettbewerbe | Einzelwettbewerbe | Männerstaffel |
| Jahr                | Ort                 | Einzel            | Sprint            | Verfolgung        | Männerstaffel |
| ------------------- | ------------------- | ----------------- | ----------------- | ----------------- | ------------- |
| 2017                | Osrblie             | 6.                | 19.               | 24.               | 3.            |
| 2018                | Otepää              | 41.               | 6.                | 15.               | 5.            |
| 2019                | Osrblie             | 15.               | 9.                | 13.               | 13.           |
| 2020                | Lenzerheide         | 36.               | 3.                | 4.                | 7.            |

### Junior-Cup-Siege
| Nr. | Datum         | Ort     | Disziplin |
| --- | ------------- | ------- | --------- |
| 1.  | 16. Dez. 2017 | Ridnaun | Sprint    |